# ثيم كروكيت
«ثيم كروكيت» (بالإنجليزية: Crockett's Theme)‏ هي أغنية موسيقية كتبت من أجل مسلسل ميامي فايس الناجح على شبكة هيئة الإذاعة الوطنية (NBC) . يشير لقب كروكيت إلى شخصية دون جونسون ، جيمس "سوني" كروكيت. ظهرت النسخة الأولى من الثيم لأول مرة في حلقة «عودة كالديرون: الجزء 1 - قائمة الضربات»(Calderone's Return: Part 1 – The Hit List)، والتي عُرضت في 19 أكتوبر 1984. قام بتأليف الأغنية جان هامر وظهرت في ألبوم ميامي فايس II، الالبوم الثاني للموسيقى التصويرية من البرنامج التلفزيوني. ظهرت أيضًا في ألبوم جان هامر عام 1987 الهروب من التلفاز .

## أداء الرسم البياني
على الرغم من أن الأغنية لم تحقق نجاحًا كبيرًا في الولايات المتحدة، إلا أنها حققت نجاحًا ساحقًا في أوروبا الغربية، حيث وصلت إلى المركز الأول في بلجيكا وهولندا لمدة أسبوعين وأربعة أسابيع على التوالي. كما بلغ ذروتها في المرتبة الثانية في أيرلندا والمملكة المتحدة.

### مخططات نهاية العام
| رسم بياني (1987)                                    | موضع |
| --------------------------------------------------- | ---- |
| بلجيكا (Ultratop Flanders)                          | 4    |
| هولندا (أعلى 40 هولنديًا)                            | 2    |
| هولندا (أعلى 100 منفرد)                             | 2    |
| ألمانيا الغربية (الرسوم البيانية الألمانية الرسمية) | 8    |

## إصدارات الغلاف
تشمل الريمكسات البارزة للأغنية أغنية منفردة أصدرتها موجات ترانس أتلانتيك الجوية في عام 1998، بالإضافة إلى نسخة تم إصدارها في ألبوم عام 1990 (انعكاس) بواسطة ذي شادوز.
تم تضمين نسخة معدلة في ألبوم مايكل كاسيت 2010 «مؤقت»، والذي تم إصداره على ملصق أجونابيتس.

## الاستخدامات اللاحقة
بين عامي 1991 و 1994، ظهرت الأغنية في سلسلة من الإعلانات لصالح بنك ويستمنستر الوطني في المملكة المتحدة. تم إعادة إصداره لاحقًا كأغنية فردية في مايو 1991 في المملكة المتحدة كجانب A وجانب B مع نغمة هامر لـ شانسر. وصلت إلى رقم 47 في مخطط الفردي في المملكة المتحدة.
في عام 2002، ظهر «ثيم كروكيت» في الموسيقى التصويرية للعبة الفيديو جراند ثفت أوتو: فايس سيتي (كجزء من محطة راديو Emotion 98.3 داخل اللعبة)، والتي تعتمد بشكل كبير على ميامي فايس. ستصبح اللعبة رابع أكثر الألعاب مبيعًا على بلاي ستيشن 2.
في عام 2006، طُلب من هامر عمل ريمكس مع المغني الأمريكي تي كيو.